# Deutsche Marinegeschichte

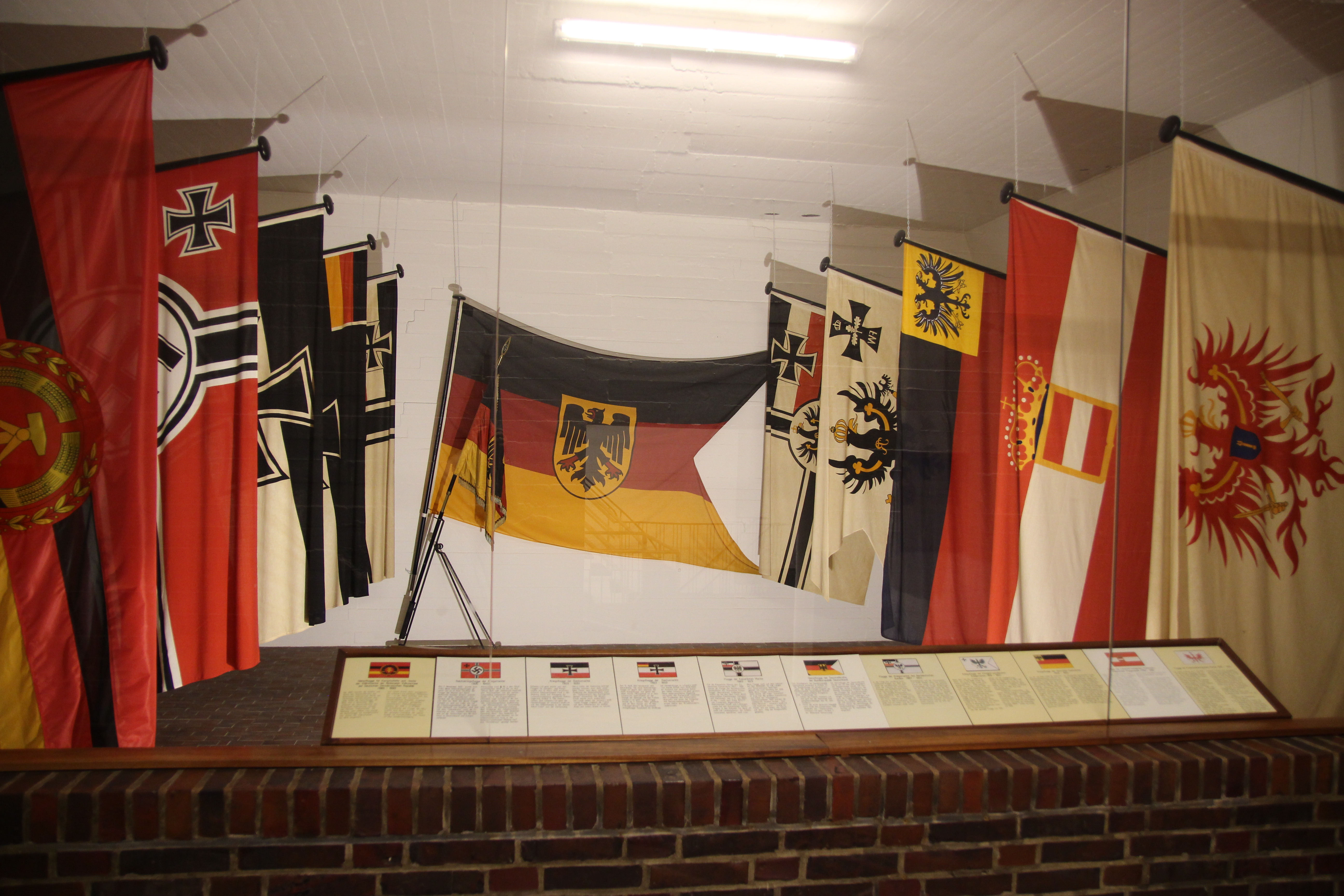
Flaggen deutscher Flotten im Marine-Ehrenmal Laboe

Die deutsche Marinegeschichte umfasst die Marinen bzw. Flotten von deutschen Staaten, sowohl Einzelstaaten wie zum Beispiel Preußen, als auch Bundesstaaten wie der Bundesrepublik Deutschland. Teil dieser Geschichte sind auch die Pläne und weiteren Versuche, Streitkräfte zur See aufzubauen.
Die heutige Deutsche Marine sieht als ihren Gründungstag den 14. Juni 1848 an, an dem die Frankfurter Nationalversammlung die Aufstellung der Reichsflotte beschloss. Mit der Gründung des Norddeutschen Bundes 1867 beginnt die Geschichte des heutigen deutschen Staates sowie seiner Marineorganisation. In der Nachkriegszeit in Deutschland war das Land einige Jahre lang ohne Marine.
Aufgabe einer deutschen Marine ist normalerweise die Verteidigung der deutschen Küsten und eventuell von Gewässern, die relevant für die deutsche Sicherheit und Wirtschaft sind. Deutschland hat in seiner Marinegeschichte nur wenige Versuche unternommen, als Seemacht mit weiter gehenden Ambitionen aufzutreten. Das bekannteste Vorhaben war der Aufbau der Hochseeflotte unter Kaiser Wilhelm II. vor dem Ersten Weltkrieg, während der ähnlich ambitionierte Z-Plan der Kriegsmarine wegen des Ausbruchs des Zweiten Weltkriegs nur in geringem Umfang realisiert wurde und deshalb weniger bekannt ist.

## Heiliges Römisches Reich

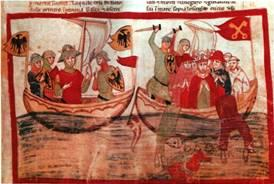
Darstellung der Seeschlacht von Giglio in der Nuova Chronica des Giovanni Villani aus dem 14. Jahrhundert: Die kaiserliche Flotte führt den Reichsadler auf Wappenschilden und Marineflaggen.

Bereits seit Karl dem Großen hat sich das Reich gegen Bedrohungen seiner Küsten wehren müssen. Zur Abwehr von Friesen, Normannen und Mauren wurden immer wieder Kriegsschiffe ausgerüstet. Im 11. bis 13. Jahrhundert nahmen Schiffe, die von der Nordsee und ihren Zuflüssen stammten, an den Kreuzzügen teil.
Kaiser Friedrich II. ließ ab 1215 eine schlagkräftige Mittelmeerflotte aufbauen und ernannte den Genueser Guilelmus (Wilhelm) Porcus zum Reichsadmiral. In der Seeschlacht von Giglio besiegte Friedrichs Flotte am 3. Mai 1241 die der Seerepublik Genua. Mit der Orientierung nach Süden begann das Interesse des Reichs an einer Flotte im Nord- und Ostseeraum zu schwinden.

## Hanse

Kraweel Lisa von Lübeck, Nachbau eines typischen Hanseschiffes

Den ersten bedeutenden Auftritt einer deutschen Seemacht unternahmen die Städte der Hanse, ein Zusammenschluss von Handelsstädten. Sie bewaffneten ihre Handelsschiffe, rüsteten diese in Kriegszeiten zu Kriegsschiffen um und wurden wie beispielsweise Lübeck zu einer politischen und militärischen Macht in Nordeuropa. Die Hanse führte auf ihren Schiffen seit dem 12. Jahrhundert so genannte rote Flüger im Mast als Zeichen der kaiserlichen Macht.
Der Seekrieg wurde zumeist als Kaperkrieg geführt, daneben waren Seeblockaden üblich. Angesichts ihrer Überlegenheit zur See konnte die Hanse auch an Land schnell militärische Schwerpunkte bilden, indem sie mit ihren Schiffen Soldaten in den Einsatz beförderte. Den Typus des späteren Marinesoldaten gab es zu dieser Zeit noch nicht, die Besatzungsangehörigen waren Seeleute und Soldaten zugleich, die Kapitäne zudem noch Kaufleute. Im 16. Jahrhundert verfiel die Macht der Hanse.

## Kaiserliche Flotten im 15. bis 17. Jahrhundert
Die Streitkräfte des Reiches bestanden aus den Truppenkontingenten der Gliedstaaten. Die Reichsheeresverfassung kannte Wehrkreise, die bestimmte Regimenter zu stellen hatten. Sie regelte nur die Aufstellung der Landstreitkräfte, eine Regelung für die Seestreitkräfte bestand nicht. Es bürgerte sich ein, nur die habsburgisch-österreichischen Truppen als kaiserliche Truppen zu bezeichnen. Eine kaiserliche Marine gab es deshalb nur insofern, als es immer wieder habsburgische Flotten gab, die die kaiserliche Flagge führten. So wurden ab 1528 in Triest Schiffe unter der Flagge des Kaisers ausgerüstet, die in den verschiedenen Auseinandersetzungen mit den Türken und Venezianern zum Einsatz kamen.

### Flottenprojekte im 15. und 16. Jahrhundert
Darüber hinaus gab es einige Versuche, echte Reichsflotten aufzustellen. So bestand ab 1487 in Antwerpen für einige Jahre eine Reichsadmiralität, deren Tätigkeit sich allerdings auf die örtliche Bekämpfung der Piraterie beschränkte.
Spätere Planungen wurden nicht realisiert. Dazu gehörten Versuche, die Schiffe des niedersächsischen, des niederrheinisch-westfälischen und des burgundischen Reichskreises 1571 im Kampf gegen die niederländischen Wassergeusen zusammenzufassen, oder der Plan der ostfriesischen Grafen, sich zum Reichsadmiral machen zu lassen. Auch preußisch-brandenburgische Flotteninitiativen waren nur von kurzer Dauer und standen zudem teilweise unter dem Einfluss polnischer Lehenshoheit.
Einige Seefahrer führten die kaiserliche Flagge, um von deren hohem Ansehen zu profitieren, so zum Beispiel Ferdinand Magellans Schiffe bei der Weltumsegelung 1519. Die Besatzungen der mit diversen Unterbrechungen bis in die Mitte des 18. Jahrhunderts existierenden Triester Flotten waren meist Italiener. Eine wirkliche deutsche Marinetradition entstand nicht.

### Wallensteins kaiserliche Flotte

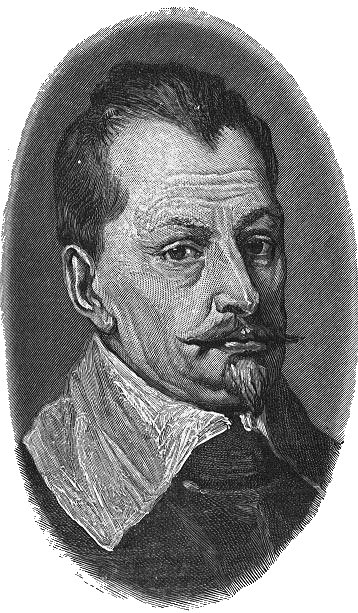
Albrecht von Wallenstein, kaiserlicher „Admiral der Nord- und Ostsee“ im Dreißigjährigen Krieg

Im Dreißigjährigen Krieg gab es für kurze Zeit eine kaiserliche Flotte in der Ostsee. Nach der kaiserlich-katholischen Besetzung Norddeutschlands wurde das Herzogtum Mecklenburg Wallenstein als Entschädigung für seine finanziellen Auslagen für den Kaiser zugesprochen. Damit fiel auch Wismar in die Hand der Kaiserlichen. Um den dänischen König in diesem als niederdeutsch-dänischen Krieg genannten Teil des Dreißigjährigen Krieges besiegen zu können, sollten die dänischen Inseln erobert werden. Daran hatten auch die Könige von Spanien und Polen und die Statthalterin der spanischen Niederlande ein großes Interesse. Deshalb hatte 1627 Kaiser Ferdinand II. Wallenstein zusammen mit dem Titel „General des Ozeanischen und Baltischen Meeres“ den Auftrag gegeben, eine Flotte aufzubauen, um den Protestanten in der Ostsee entgegenzutreten. Zum Führer dieser Flotte wurde Philipp von Mansfeld ernannt. Neben dem direkten Gegner König Christian IV. von Dänemark sollten besonders die Handelsverbindungen der Niederländer in die Ostsee unterbrochen werden. Der Schiffsbestand setzte sich aus requirierten und gekauften Schiffen aus Wismar und Mecklenburg, neu gebauten Kleinfahrzeugen und ab 1629 auch aus übergebenen polnisch-danziger Schiffen zusammen. Nachdem Wallenstein seine dänischen Pläne bereits im Frühjahr 1628 aufgeben musste, wurden die Schiffe unter Admiral Gabriel de Roy zu Kaperungen in die Ostsee entsandt. Sicherlich spielten auch finanzielle Engpässe eine Rolle. Nachdem erst dänische und später schwedische Einheiten den Hafen von Wismar blockierten und ein Fahrzeug nach dem anderen eroberten, verringerte sich der Aktionsradius auf die Nähe Wismars. Mit der Eroberung der Stadt wurden die Einheiten entweder verkauft, zerstört oder in die schwedische Flotte übernommen. Einzelne Schiffe desertierten auch vorher schon und liefen zum schwedischen Feind über, da die kaiserliche Seite nicht oder zu wenig zahlte. Nachgewiesen für diese Flotte sind das Flaggschiff König David (polnisch: Król Dawid), eine 40-Kanonen-Galeone, und die Galeone Meermann (polnisch Wodnik).

### Die Folgen des Dreißigjährigen Krieges
Das Ende dieses Krieges 1648 bedeutete für Deutschland einen weitgehenden Verlust seines Zugangs zur See. Die Niederlande wurden unabhängig, und viele Häfen an Nord- und Ostsee kamen unter dänische oder schwedische Herrschaft. Damit endeten für genau 200 Jahre alle Versuche einer einheitlichen deutschen Marine. Es entwickelte sich keine deutsche Marinekontinuität, wie man sie in anderen Ländern findet, was hauptsächlich an der mangelnden kaiserlichen Zentralgewalt lag.

## Flotten deutscher Teilstaaten

Hamburgische Admiralitätsflagge

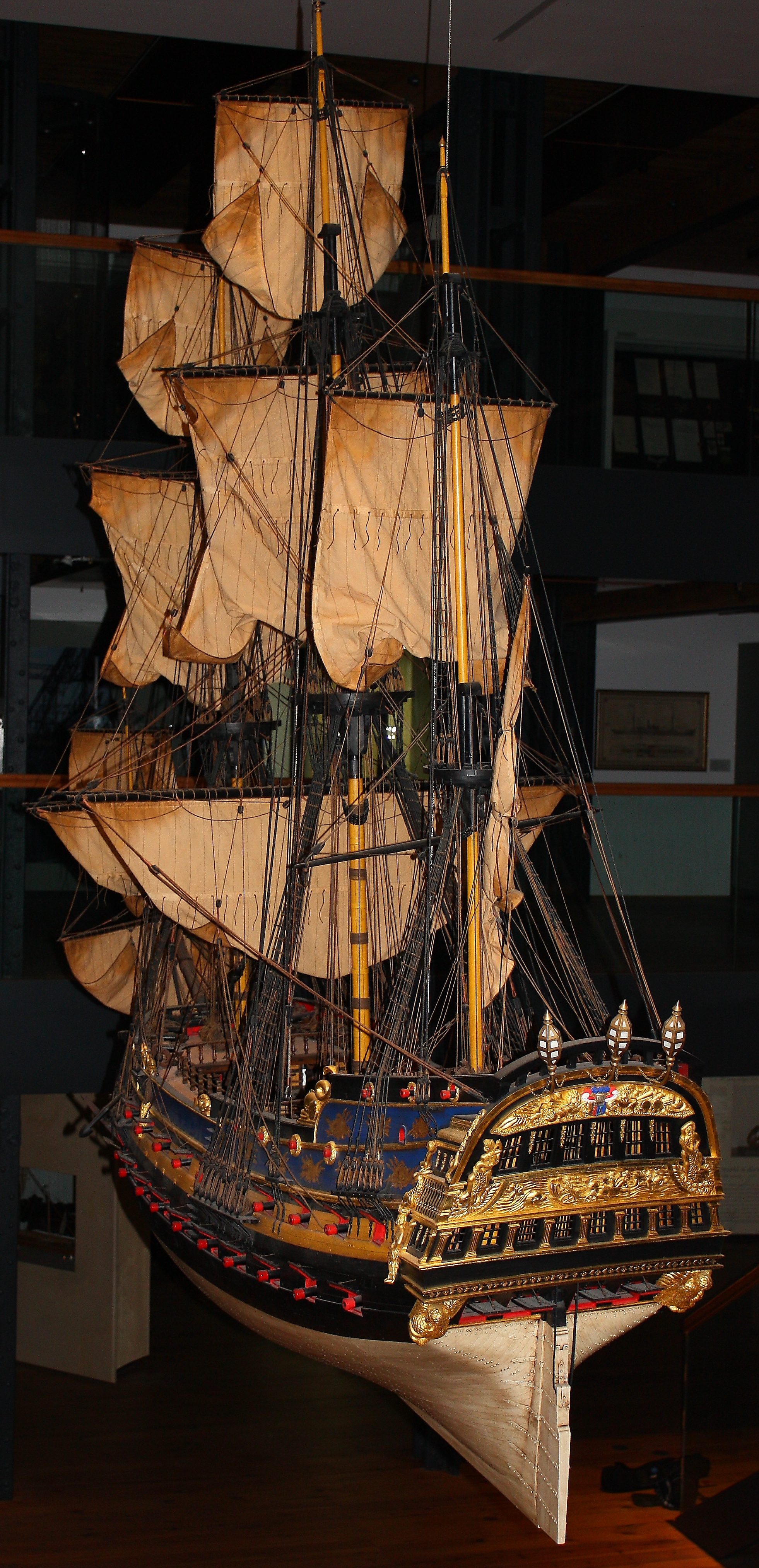
Das hamburgische Konvoischiff Wapen von Hamburg von 1722

Nicht nur zu Lande, sondern auch auf dem Wasser festigten die deutschen Teilstaaten und Städte ihre Macht durch den Unterhalt eigener Streitkräfte. Sie waren nicht gegen den Zentralstaat gerichtet, sondern wegen dessen Schwäche notwendig, um sich zu verteidigen.

### Hansestädte
Einige Hansestädte unterhielten noch lange nach dem Ende der Hanse eigene Kriegsschiffe. Hamburg, dessen Schifffahrtsbehörden noch heute die alte Hamburger Admiralitätsflagge führen, tat dies zum Beispiel bis 1747. Die Kriegsschiffe wurden im Rahmen der Konvoischifffahrt zum Schutz des Seehandels gegen die Piraterie eingesetzt. Später wurden diese Flotten immer mehr vernachlässigt und im 18. Jahrhundert schließlich aufgegeben.

### Herzogtum Preußen
Aufgrund der Grafenfehde schuf Herzog Albrecht von Preußen eine Flotte, die nach einer Ausgabenrechnung für die Jahre 1534/35 folgende Schiffe umfasste:
1. Herkules (andere Schreibweise Erkles), Admiralsschiff, 160 (Kriegs)Knechte und 106 Bootsleute, Admiral Johann Pein
2. Auer, 100 Knechte und 70 Bootsleute, Hauptmann Reinhold Sachs
3. Narr, 110 Knechte und 80 Bootsleute, Hauptmann Endres Ruf
4. Eule, 80 Knechte und 70 Bootsleute, Hauptmann Fris
5. Melusine, 30 Knechte und 30 Bootsleute, Hauptmann Urkul
6. Leu (andere Schreibweise Lawichen), 25 Knechte und 20 Bootsleute, Hauptmann Kamenick
7. Sperber, 20 Bootsleute, Schiffer Peter (in einer Person Hauptmann und Steuermann).[7]

Die Flotte wurde 1535/36 vor Gotland, Ösel und Kopenhagen im Verband mit den verbündeten Schweden und Dänen unter dem Oberkommando des dänischen Admirals Peder Skram eingesetzt. Als Skram am 13. November 1535 in einer Seeschlacht vor der Insel Amager südlich von Kopenhagen verwundet wurde, übernahm kurzfristig Johann Pein das Oberkommando. Zeitweise traten 1535 einzelne Schiffe der Flotte als Kaper auf. Die Schiffstypen sind weitgehend unbekannt; für die Herkules ist die Bezeichnung Kraffel überliefert, für zwei namentlich nicht identifizierte Schiffe der Typ Holk. Nach Forstreuter vermoderte die Flotte bereits ab 1537 in preußischen Häfen. 1544 sind einzelne Schiffe noch nachweisbar, um 1555 hatte sie sich „aufgelöst“.

### Brandenburg und Preußen

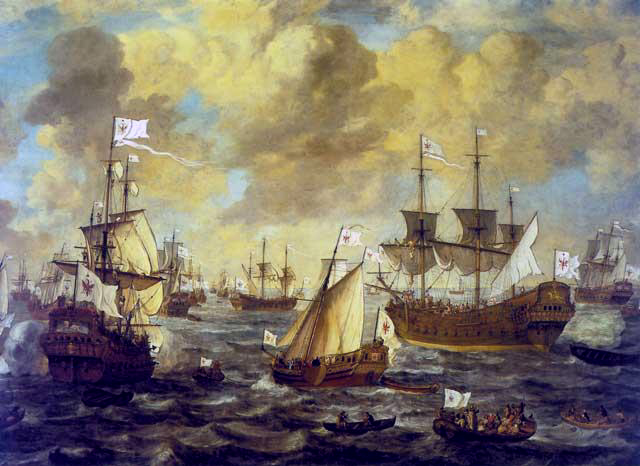
Schiffe der Kurbrandenburgischen Marine 1684

In der zweiten Hälfte des 17. Jahrhunderts bemühte sich Friedrich Wilhelm, der Große Kurfürst, um den Aufbau einer Marine und den Erwerb von Kolonien. Dafür wurde eine Flotte benötigt, die den Handel mit den Kolonien schützen konnte. Einen weiteren Einsatz erlebte die Kurbrandenburgische Marine im Brandenburgischen Kaperkrieg gegen Spanien, bei dem sie jedoch nur mäßige Erfolge erzielen konnte. Nach einigen Rückschlägen mit den Kolonien wurde die Marine unter dem Nachfolger des Großen Kurfürsten, dem späteren preußischen König Friedrich I., zu Anfang des 18. Jahrhunderts wieder aufgelöst. Der sich in den folgenden Jahrzehnten zu einer europäischen Größe entwickelnde preußische Staat beschränkte sich in den nächsten 150 Jahren mit wenigen Ausnahmen darauf, eine kontinentale Landmacht zu sein.
Auch Friedrich der Große, 1744 in den Besitz Ostfrieslands und damit des Nordseehafens Emden gelangt, hielt an dieser Politik fest. Er wollte Preußen an dem aufblühenden Seehandel mit fremden Kolonien teilhaben lassen, ohne eine eigene Kriegsmarine aufzustellen. Er unterstützte die Gründung mehrerer Handelskompanien, so 1751 die Preußisch-Asiatische Kompanie, deren Niedergang jedoch bereits 1756 mit Beginn des Siebenjährigen Krieges begann. Sie musste 1765 wieder aufgelöst werden. 1772 entstand auf seine Veranlassung die Societé de Commerce maritime zur Beförderung des Handels mit eigener Flotte, die sich später Preußische Seehandlung nannte und noch heute in Form einer Stiftung besteht.

### Österreich

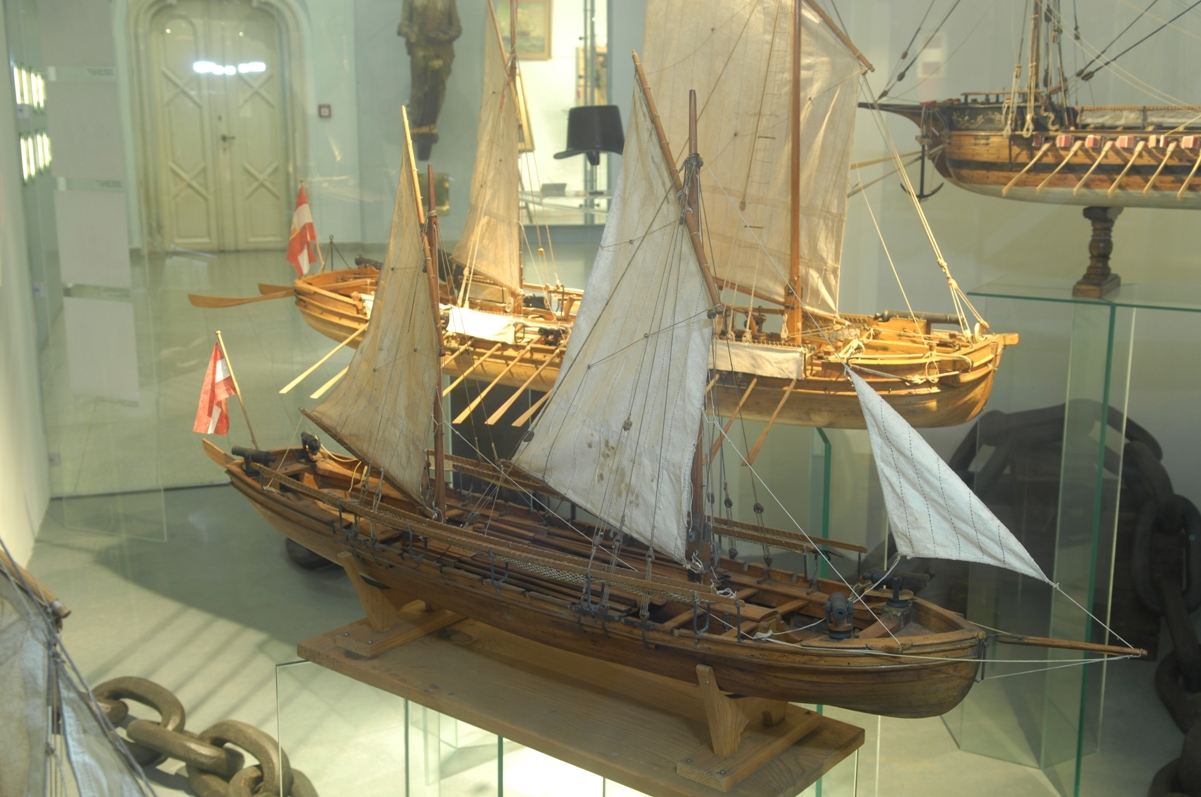
Österreichische Donaufregatten des 17. und 18. Jahrhunderts

Erst in der zweiten Hälfte des 18. Jahrhunderts wurde eine österreichische Marine gegründet, die nicht mehr unter der kaiserlichen Flagge segelte, sondern eine teilstaatliche Marine war. Ab 1786 begann der Aufbau dieser Marine, die mit Unterbrechungen während der Napoleonischen Kriege bis zum Jahre 1918 fortbestand.

### Niederlande
Die Niederlande gehörten formal bis 1648 (faktisch bis 1581) zum Reich und waren bis dahin Teil der habsburgischen, seit der Aufteilung durch Karl V. der spanisch-habsburgischen Hausmacht. Aufgrund der schwachen kaiserlichen Zentralgewalt spielten die niederländischen maritimen Kräfte seit der Mitte des 16. Jahrhunderts für das Reich keine Rolle mehr. Allerdings sollte die flämische Admiralität die Wallensteinsche Flottengründung unterstützen und Schiffe, Mannschaften und Fachleute entsenden. Das unterblieb aus eigenem Mangel und Bedarf. Die österreichischen Niederlande, das heutige Belgien, gehörten bis 1795 zum Reich und der kaiserlichen Hausmacht. Ihre Handelsschiffe fuhren daher unter kaiserlicher Flagge. Kriegsschiffe besaßen die österreichischen Niederlande nicht.

### Elbzollfregatte
Eine Besonderheit stellte die Elbzollfregatte dar, die von der Mitte des 17. bis zur Mitte des 19. Jahrhunderts bei Stade stationiert war. Mit dem Beginn der schwedischen Herrschaft über das Herzogtum Bremen 1648 wurde der bei Stade schon seit Jahrhunderten bestehenden Zollstation eine Fregatte als Wachschiff zugeteilt. Auch nachdem das Herzogtum Bremen 1715 zum Kurfürstentum Braunschweig-Lüneburg gekommen war, wurde die Zollstation mit einer Fregatte oder kleineren Fahrzeugen aufrechterhalten. Nach den napoleonischen Kriegen unterhielt das Königreich Hannover noch bis 1850 eine bewaffnete Brigg. Auch wenn die Schiffe als Kriegsschiffe galten und in Kriegszeiten auch in geringem Maße als solche eingesetzt wurden, stellten sie keine eigene Seemacht dar. So ist von einer Beteiligung des letzten Schiffes The Piercer am Kampf gegen Dänemark 1848/49 nichts überliefert.

## Gesamtdeutsche Flotten 1815–1945

### Deutscher Bund
Nach den Napoleonischen Kriegen entstand 1815 der Deutsche Bund als Nachfolger des untergegangenen alten Reichs. Auch der Deutsche Bund organisierte seine Verteidigung, indem er sich auf Beiträge seiner Mitgliedsstaaten stützte. Dabei kam es dem Deutschen Bund zugute, dass drei der Bundesfürsten in Personalunion Könige von Ländern mit eigenen Flotten waren. Das Königreich Hannover war in Personalunion mit Großbritannien verbunden, das über die mächtigste Flotte der Welt gebot. Das Großherzogtum Luxemburg war in Personalunion mit dem Königreich der Vereinigten Niederlande und der König von Dänemark war zugleich Herzog von Holstein. Eine einheitliche Marine war in der Bundesakte jedoch nicht vorgesehen.
Im Mittelmeer besaß Österreich-Ungarn eine eigene Kriegsmarine. Preußen verfügte nur über eine rudimentäre Seestreitmacht und über die Preußische Seehandlung als Staatsreederei unter der preußischen Kriegsflagge.
Dass die auf äußeren Beiträgen beruhende Vorsorge nicht ausreichte, um Deutschlands maritime Interessen abzusichern, machte sich in der ersten Hälfte des 19. Jahrhunderts immer stärker bemerkbar. Um 1840 drangen nordafrikanische Korsaren bis in die Nordsee vor und brachten deutsche Handelsschiffe auf. Nur mit Hilfe Großbritanniens und gegen Bezahlung konnten sie vertrieben werden. Nachdem die Personalunion zwischen Großbritannien und Hannover im Jahr 1837 geendet hatte, verschwanden auch die britischen Interessen am Schutz der deutschen Nordseeküste und Dänemark blieb als einzige mögliche maritime Schutzmacht. Der daraus in Deutschland abgeleitete Gedanke, es zum sogenannten Admiralstaat des Deutschen Bundes zu machen, wurde dort vehement abgelehnt, weil man darin einen Versuch sah, den dänischen Gesamtstaat in den Deutschen Bund zu vereinnahmen.

### Reichsflotte 1848–1852

Reichskriegsflagge 1848–1852

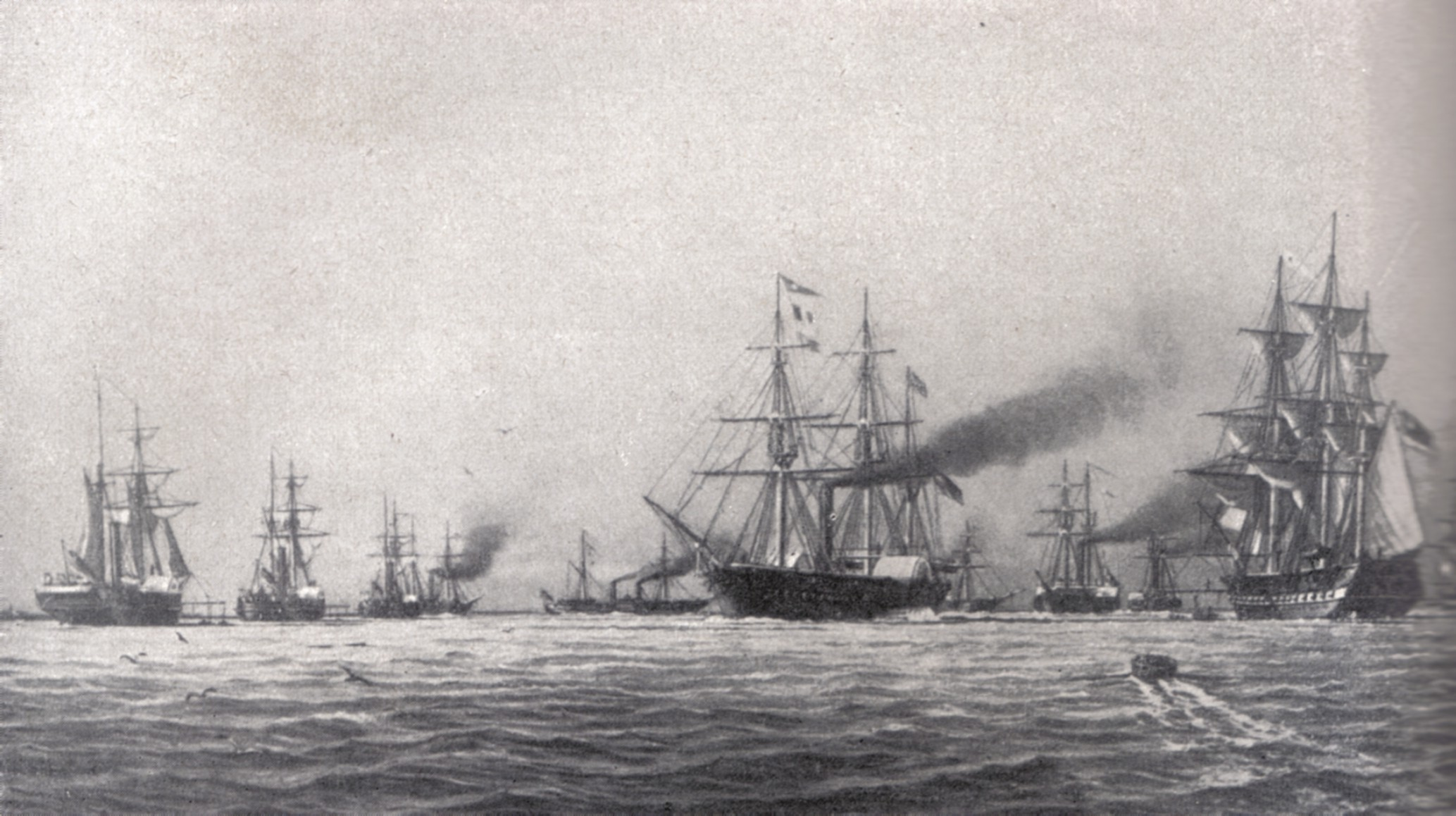
Die Reichsflotte 1849

Als es während der Schleswig-Holsteinischen Erhebung zum (ersten) Krieg mit Dänemark kam, wurde aus der vermeintlichen Schutzmacht Dänemark ein Kriegsgegner. Damals war Österreich zu sehr mit den eigenen Unruhen beschäftigt, und Preußen musste seine Unterstützung für die schleswig-holsteinischen Aufständischen mehrfach unterbrechen und schließlich einstellen: Die anderen Großmächte, vor allem England und Russland, hatten mit Krieg gedroht, weil sie Dänemark als Herrscher über die Ostseezugänge erhalten wollten.
Es zeigte sich, dass die deutschen Küstenländer und ihre Handelsflotten ohne Schutz waren. In kürzester Zeit hatte Dänemark deutsche Häfen blockiert und Schiffe aufgebracht. Als Konsequenz begannen nunmehr praktische Schritte zum Aufbau einer gesamtdeutschen Flotte im Zuge der versuchten Reichseinigung. Die am 18. Mai 1848 zusammengetretene Frankfurter Nationalversammlung beschloss schon am 14. Juni in einer ihrer ersten bedeutsamen Entscheidungen, eine deutsche Flotte aufzustellen und dafür sechs Millionen Reichsthaler bereitzustellen. Leiter der Technischen Marinekommission wurde Prinz Adalbert von Preußen, der allgemein als Marineexperte galt. Tatsächlich kam es am 4. Juni 1849 zu einem Seegefecht der Reichsflotte unter Admiral Brommy mit den Dänen. Nach der Niederschlagung der Revolution ging die Reichsflotte in das Eigentum des wiederhergestellten Deutschen Bundes über. Da kein Staat die Reichsflotte übernehmen wollte, wurde sie aufgelöst. Man versteigerte ihre letzten Schiffe 1853.
Teilweise unabhängig von der Reichsflotte operierte die auch als Schleswig-Holsteinische Flottille bezeichnete Schleswig-Holsteinische Marine der Aufständischen in Schleswig-Holstein in der Ostsee und nach Einstellung der Kampfhandlungen durch die Reichsflotte auch in der Nordsee.

### Preußische Marine

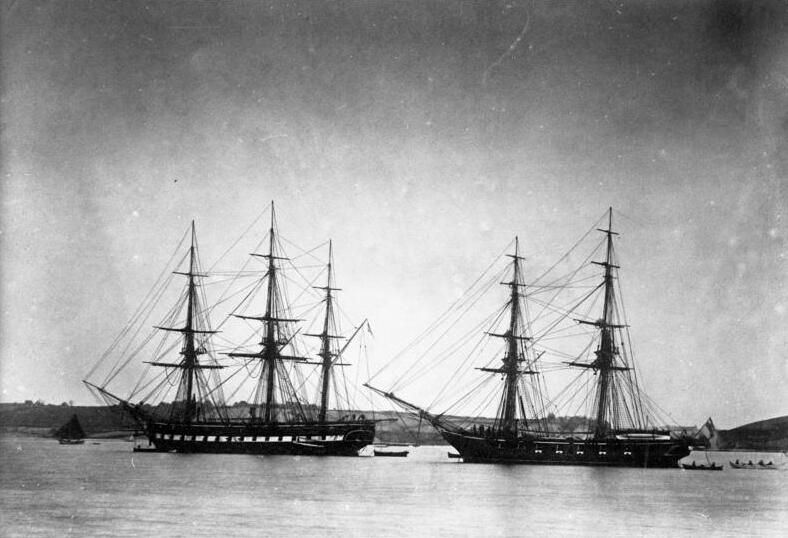
Gefion und Rover, zwei Schiffe, die der Preußischen, Norddeutschen und Kaiserlichen Marine dienten.

Die Lehren aus dem Krieg gegen Dänemark führten in Preußen zum Ausbau der Marine unter der Leitung von Prinz Adalbert. Die preußische Marine war zwar keine gesamtdeutsche, aber Vorgängerin aller späteren deutschen Flotten. 1853 erwarb Preußen vom Großherzogtum Oldenburg mit dem Jade-Vertrag ein Gebiet am Westufer der Innenjade und am Nordwestufer des Jadebusens, auf dem in den folgenden Jahren die Stadt und der Stützpunkt Wilhelmshaven entstanden.
Zwar war auch diese Marine im Deutsch-Dänischen Krieg 1864 noch nicht in der Lage, der dänischen Marine allein entgegenzutreten; jedoch konnte man sich mit Hilfe eines Geschwaders der österreichischen Kriegsmarine unter Linienschiffskapitän Wilhelm von Tegetthoff (siehe Seegefecht vor Helgoland) behaupten. Auch im Deutschen Krieg 1866 spielte die Marine nur eine untergeordnete Rolle; im Krieg zwischen Österreich und Italien gab es Marineoperationen.

### Plan für eine Bundesflotte 1865
Preußen und Österreich unterzeichneten im August 1865 die Gasteiner Konvention. Sie betraf die Verwaltung von Schleswig und Holstein. Diese Länder waren damals Teil des Österreichisch-preußischen Kondominiums in Schleswig-Holstein. Die beiden deutschen Großmächte vereinbarten, beim Deutschen Bund die Aufstellung einer Bundesflotte zu beantragen. Kiel sollte für diese Flotte ein Bundeshafen unter zunächst preußischer Verwaltung werden. Wegen des im Juni 1866 ausbrechenden Deutschen Krieges wurde dieser Plan nicht realisiert.

### Norddeutsche und Kaiserliche Marine 1867–1918

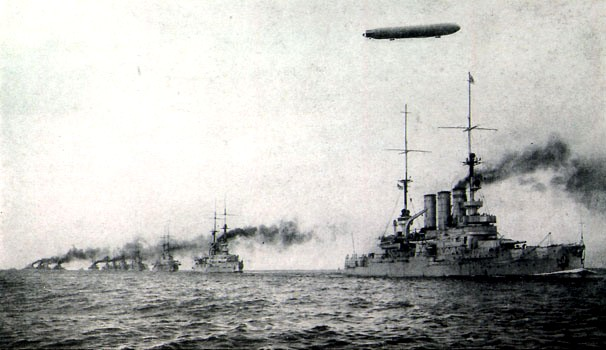
Linienschiff-Geschwader der Hochseeflotte der Kaiserlichen Marine, darüber ein Marine-Luftschiff

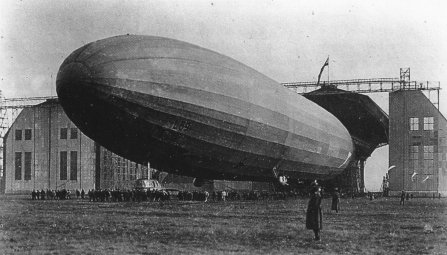
Marineluftschiff LZ 104 (1917)

Aus der preußischen Marine wurde 1867 die Marine des Norddeutschen Bundes. Den Oberbefehl hatte, wie bei den Landstreitkräften, der preußische König (Art. 53 der Bundesverfassung). Er übte im Norddeutschen Bund die Funktionen Bundespräsidium und Bundesfeldherr aus. Im Deutsch-Französischen Seekrieg 1870/1871 kam es zu einigen wenigen Begegnungen mit französischen Schiffen. Während des Krieges traten die süddeutschen Staaten dem Norddeutschen Bund bei, der sich in „Deutsches Reich“ umbenannte. Entsprechend dem neuen Titel „Deutscher Kaiser“ für den preußischen König wurde aus der Marine die Kaiserliche Marine.
Ihr Aufbau geschah zunächst nur langsam. Sie war in den 1880er Jahren an der Gewinnung einiger Kolonien in Afrika, Asien und Ozeanien beteiligt und repräsentierte das Reich in vielen Teilen der Welt, ohne sich mit den Marinen der anderen großen Mächte messen zu wollen oder zu können. Erst unter Kaiser Wilhelm II. und dem Staatssekretär im Reichsmarineamt Alfred von Tirpitz begann der schnelle Aufbau einer großen Flotte. In den 1890er Jahren entstanden die Pläne für den Bau der Hochseeflotte, die Deutschland in eine Reihe mit den großen Seemächten, hinter England und den USA, treten lassen sollte.
Die Flottenrüstung ging einher mit einer Vielzahl technischer Neuerungen. Gegen Ende des 19. Jahrhunderts entstand der neue Schiffstyp des Torpedoboots, und zu Beginn des 20. Jahrhunderts folgten Große Torpedoboote, U-Boote, Marineluftschiffe und Marineflieger sowie Großlinienschiffe in der Größenordnung der britischen Dreadnought-Klasse.
Trotz der intensiven und modernen Rüstung gelang es wegen einer fehlenden Strategie nicht, mit der Hochseeflotte eine Kriegsentscheidung gegen Großbritannien zu erzwingen. Zwar konnten der Royal Navy in der Skagerrakschlacht empfindliche Verluste zugefügt werden, die Wende im Krieg blieb jedoch aus. Der 1917 erklärte uneingeschränkte U-Boot-Krieg brachte zwar Erfolge gegen Großbritannien, war aber auch der Vorwand, unter dem die Vereinigten Staaten 1917 gegen Deutschland in den Krieg eintraten.
Eine schlechte Versorgungslage und der Befehl, zu einer letzten Schlacht auszulaufen, führten im Herbst 1918 zu einem Matrosenaufstand in der Hochseeflotte, der in die Novemberrevolution und damit in das Ende der Monarchie und des Ersten Weltkriegs mündete. Nach Kriegsende kam es zu Selbstversenkung der Hochseeflotte am 21. Juni 1919 im schottischen Scapa Flow.

### Reichsmarine nach dem Ersten Weltkrieg

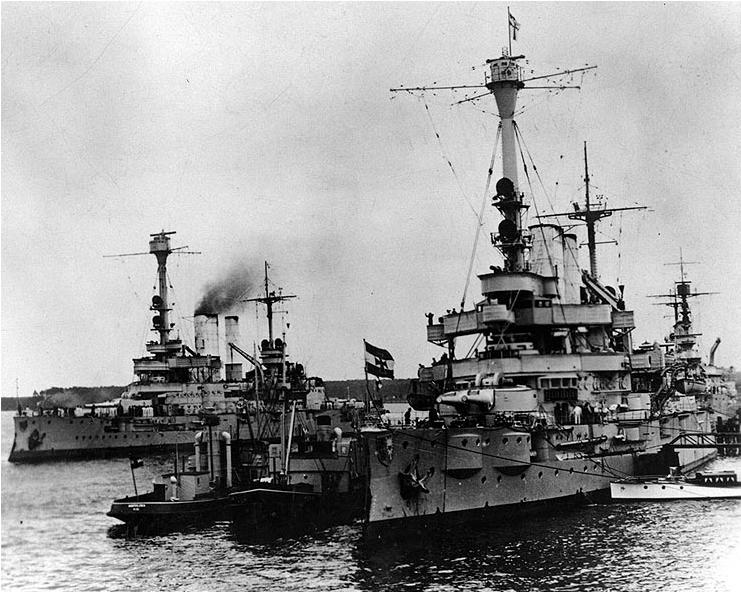
Alte Linienschiffe waren die größten Kampfschiffe der Reichsmarine

Nach dem Versailler Vertrag durfte Deutschland nur eine kleine Marine unterhalten. Die Personalstärke dieser Reichsmarine war auf 15.000 Mann beschränkt und für den Schiffsbestand gab es strenge Auflagen hinsichtlich Größe, Anzahl und Erneuerung. Flugzeuge und U-Boote waren nicht erlaubt. Reichspräsident Friedrich Ebert wollte zunächst auf den Wiederaufbau einer Marine gänzlich verzichten. Angesichts der ohnehin schwachen Streitkräfte, die der Versailler Vertrag Deutschland zugestand, erschien es jedoch nicht vertretbar, auch noch auf Teile dieser Kräfte freiwillig zu verzichten. Hinzu kam der Druck der Siegermächte, die Ost- und Nordsee von Seeminen zu säubern.
Auf Grund eines Gesetzes, das die Weimarer Nationalversammlung am 16. April 1919 billigte, entstand zunächst die Vorläufige Reichsmarine. Ihre Aufgaben waren Minenräumen, Küstensicherung, Fischereischutz, Seepolizei und Unterstützung der Handelsschifffahrt.
Die kurze Periode der Vorläufigen Reichsmarine war bestimmt von einer Anzahl wichtiger Ereignisse und Entwicklungen der deutschen Geschichte, an denen sie direkt oder indirekt beteiligt war:
- die Revolutionswirren 1918–1919;
- die Ablieferung und spätere Selbstversenkung der Hochseeflotte;
- die Unterzeichnung des Versailler Vertrages;
- den Kapp-Putsch.

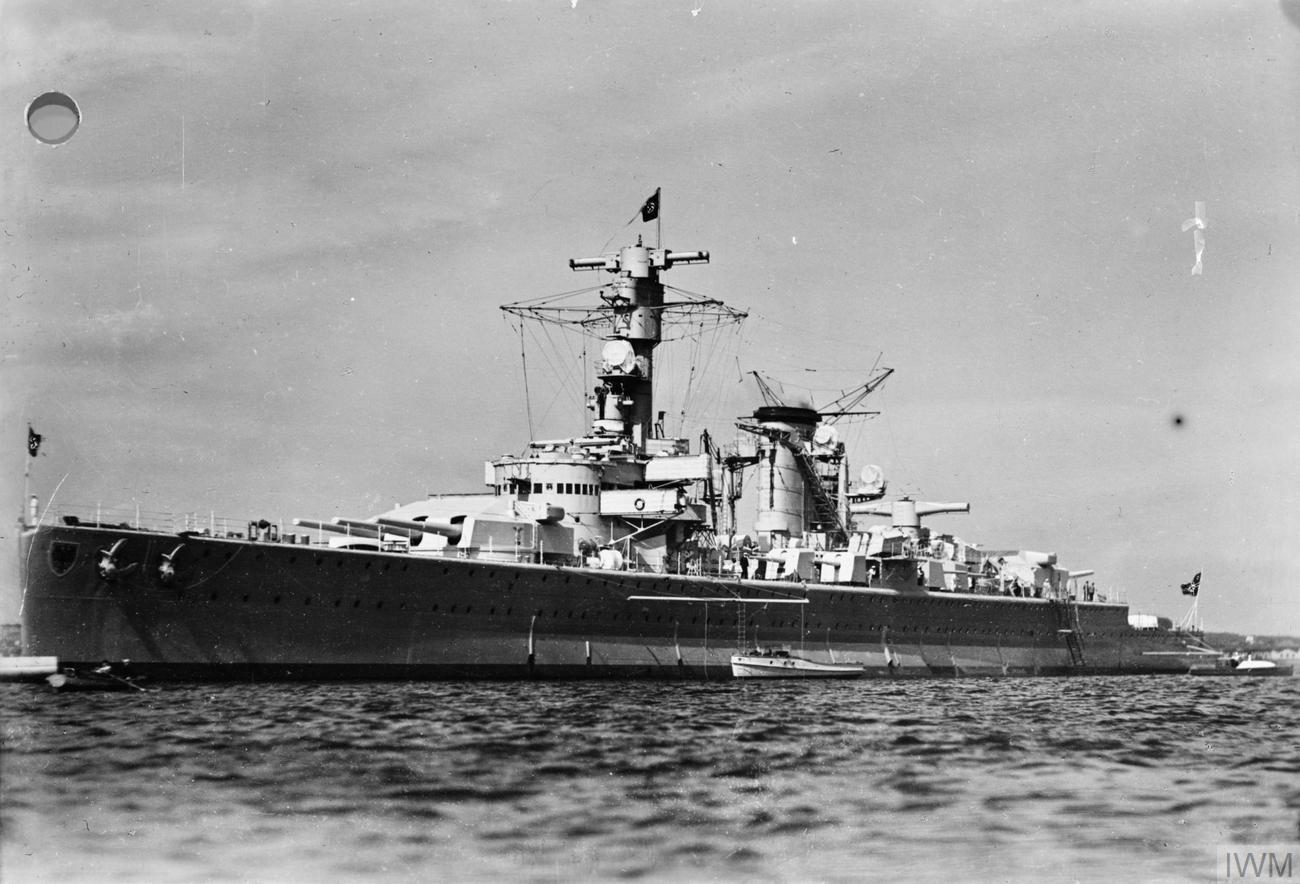
Neubauten wie das Panzerschiff Deutschland liefen der Reichsmarine ab 1931 zu.

Das Verhalten der Marineführung während des Kapp-Putschs und geheime Rüstungsprojekte brachten die Reichsmarine immer wieder in die negativen Schlagzeilen. Zwischen 1922 und 1935 bemühte sich die Marineleitung um die Modernisierung ihres Schiffsbestandes und die Lockerung der Versailler Beschränkungen. Sie setzte dabei auf politische Veränderungen und technische Neuerungen.
Am 26. Juli 1932 verkündete Reichswehrminister von Schleicher, Deutschland fühle sich nicht mehr an die Beschränkungen des Versailler Vertrags gebunden, und genehmigte für die Marine einen Umbauplan, der ihre Vergrößerung, den Ausbau der Bewaffnung über das bisher erlaubte Maß und insbesondere die Schaffung einer U-Boot-Waffe und einer Marineluftwaffe einschließlich eines Flugzeugträgers vorsah. Damit waren für die Reichsmarine noch vor dem Ende der Weimarer Republik die Voraussetzungen geschaffen, die militärische Schlagkraft der Marine zu wieder zu vergrößern.

### Kriegsmarine

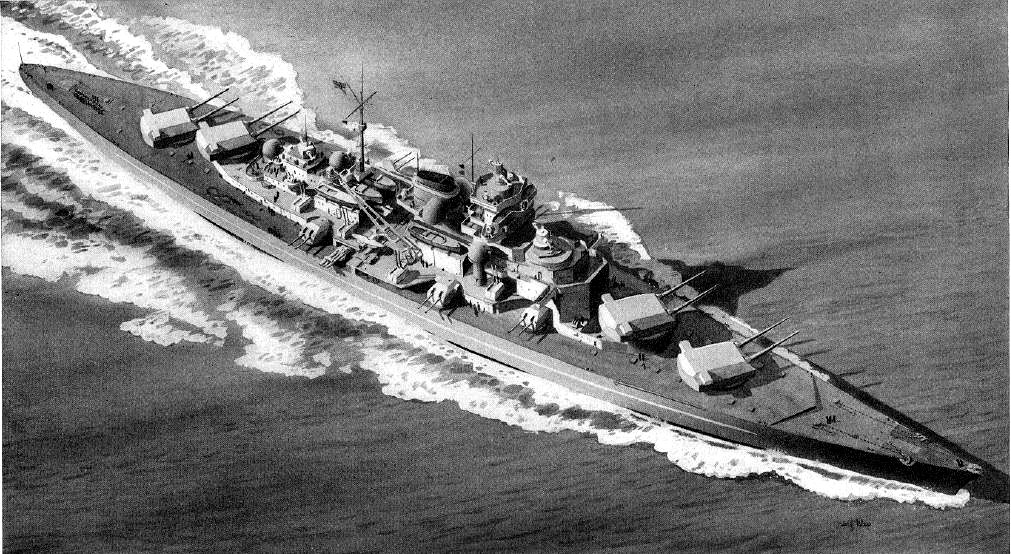
Die Tirpitz, das größte in Deutschland gebaute Schlachtschiff

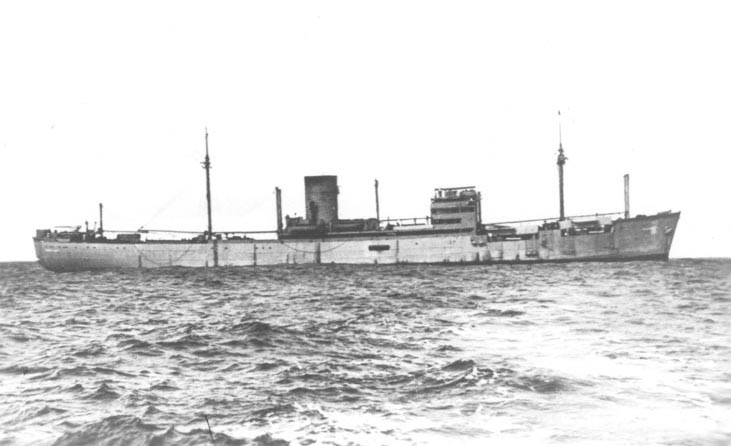
Zu Hilfskreuzern umgebaute Frachtschiffe, hier die Atlantis, operierten ebenso wie die U-Boote gegen die alliierte Schifffahrt.

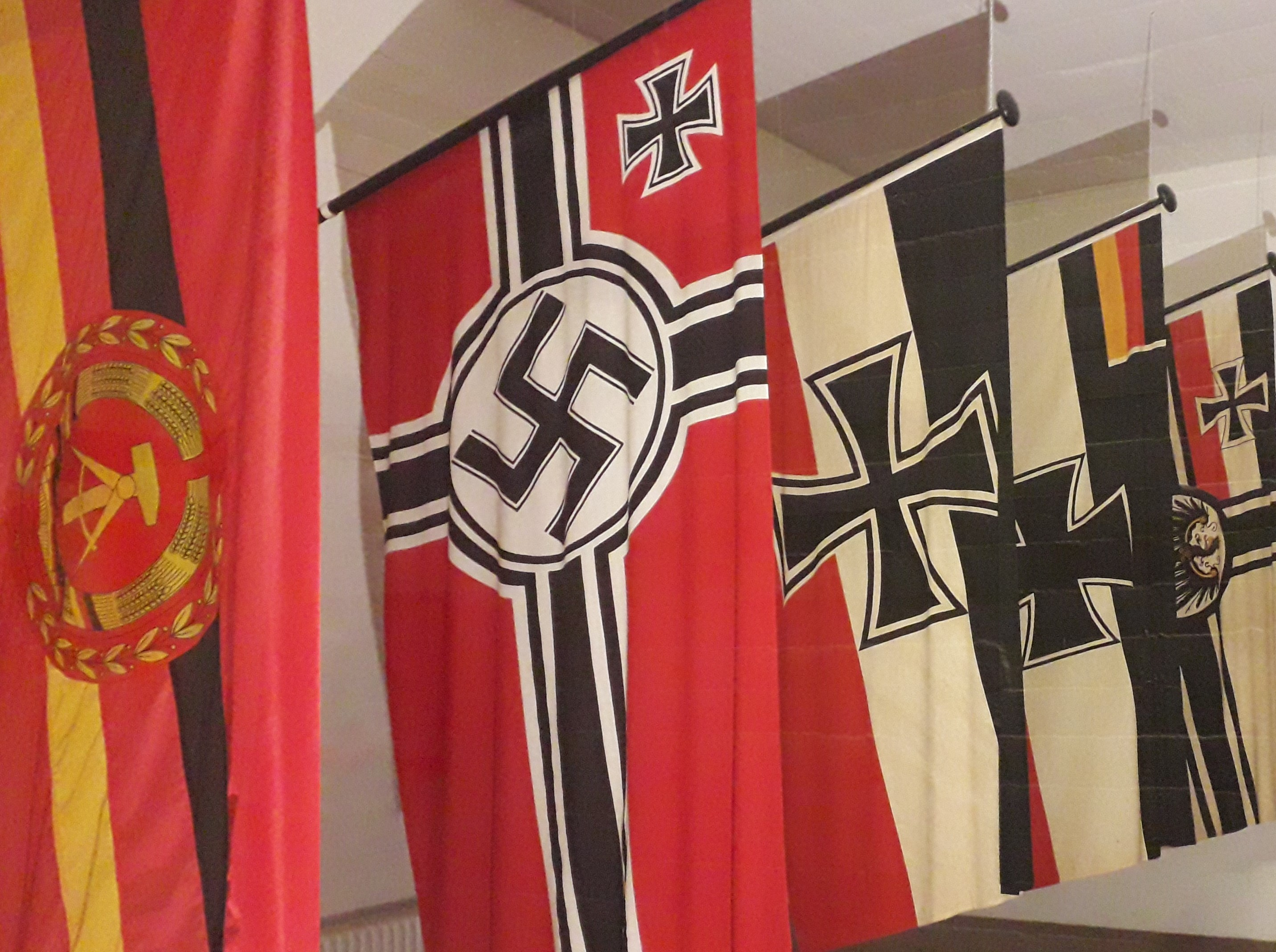
Volksmarine und Kriegsmarine nebeneinander im Marine-Ehrenmal Laboe

Nach der Machtübernahme des NS-Regimes 1933 begann bald die Wiederaufrüstung Deutschlands. Das Flottenabkommen mit Großbritannien vom 18. Juni 1935 erlaubte den Aufbau einer Flotte von 35 Prozent der britischen Überwassertonnage. Die Marine, kurz nach dem Flottenabkommen in Kriegsmarine umbenannt, sollte nach dem Z-Plan bis 1947 eine große Zahl neuer Schiffe erhalten, darunter Schlachtschiffe, Flugzeugträger und viele U-Boote.
Im spanischen Bürgerkrieg beteiligte sich die Kriegsmarine im Mittelmeer zusammen mit Seestreitkräften Großbritanniens, Italiens und Frankreichs an der internationalen Seeblockade zur Durchsetzung eines Waffenembargos gegen Spanien. Sie belieferte die Putschisten mit Waffen und beschoss Almería am 31. Mai 1937.
Von den Rüstungsplänen war bei Kriegsbeginn 1939 noch zu wenig umgesetzt, als dass die Kriegsmarine für den Zweiten Weltkrieg vorbereitet gewesen wäre. Gleichwohl war sie daran von der ersten Minute an beteiligt. Es war das als Kadettenschulschiff eingesetzte alte Linienschiff Schleswig-Holstein, das am 1. September 1939 um 4.45 Uhr in Danzig das Feuer auf die Westerplatte eröffnete.
Auf Grund der Unterlegenheit bei den größeren Kampfschiffen, deutlich gemacht durch frühe Verluste (Admiral Graf Spee 1939, Blücher 1940, Bismarck 1941), verlegte sich die Kriegsmarine mehr und mehr auf den U-Boot-Krieg, maßgeblich forciert durch deren Befehlshaber, Admiral Karl Dönitz. Hitler wollte nach einigen Debakeln der Flotte im Nordmeer die großen Einheiten sogar verschrotten lassen. Erich Raeder bat um seinem Rücktritt Ende 1943 und Admiral Dönitz wurde Oberbefehlshaber der Kriegsmarine. Erst auf seine Initiative konnten die verbliebenen Großkampfschiffe erhalten bleiben. Von nun an lagen große Schiffe wie die Tirpitz, Schwesterschiff der Bismarck, als „Fleet in being“ im besetzten Norwegen. Daneben machte die Küstenkriegführung mit kleinen Fahrzeugen wie Minensuchbooten und Schnellbooten einen Großteil der deutschen Marineaktivitäten im Zweiten Weltkrieg aus.
Trotz anfänglicher Erfolge, die Großbritannien zeitweise in eine Versorgungskrise brachten, gelang es nicht, den Gegner mit U-Booten in die Knie zu zwingen. Wie im Ersten Weltkrieg beherrschten die Alliierten die See und schnitten Deutschland von überseeischer Versorgung ab. Der damit verbundene Mangel an Ressourcen für die Kriegführung war einer der Gründe dafür, dass der Krieg nicht zu gewinnen war.
In den letzten Kriegswochen, und zum Teil über das Kriegsende hinaus, beteiligte sich die Marine maßgeblich an der Rückführung deutscher Truppen und ziviler Flüchtlinge über die Ostsee. Zusammen mit der Handelsmarine und unter erheblichen Verlusten (z. B. Versenkung der „Wilhelm Gustloff“) gelang es, über zwei Millionen Menschen vor der Roten Armee zu retten, die größte Evakuierung in der Geschichte der Menschheit.

## Deutsche Marinen nach 1945

### Deutsche Seeverbände 1945–1955

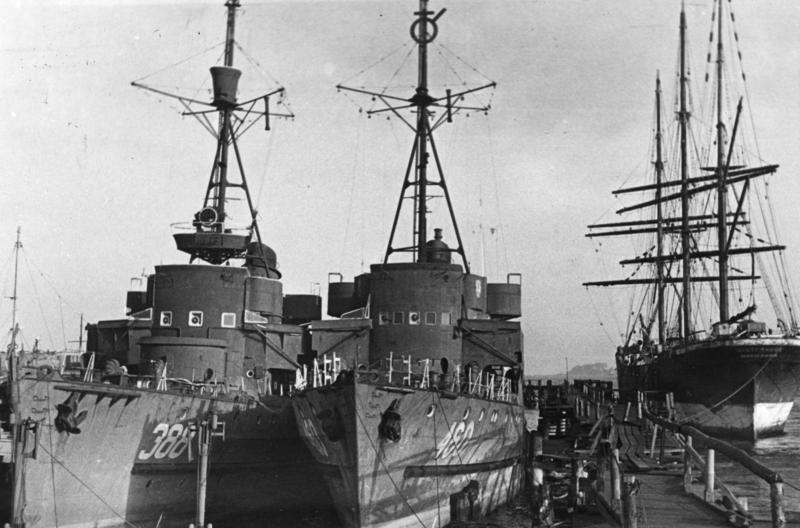
Minensuchboote bildeten den Kernbestand der deutschen Seeverbände nach 1945

Nach der bedingungslosen Kapitulation der Wehrmacht wurde auch die Kriegsmarine durch die Alliierten aufgelöst. Allerdings blieb ein Teil des Personals weiterhin im Einsatz, um Seeminen an den deutschen Küsten zu räumen. Dieser Deutsche Minenräumdienst (englisch: German Minesweeping Administration/GMSA) verfügte zeitweise über 27.000 Mann und 300 Fahrzeuge unter Aufsicht der westlichen Alliierten. Sie wurde 1947 in eine kleinere Organisation überführt. Auch in den nächsten Jahren räumten deutsche Seeverbände, wie der Seezoll, der Seegrenzschutz und sogenannte Alliierte Dienstgruppen, vor der deutschen Küste Minen, damit die deutschen Seehäfen wieder ungefährdet angelaufen werden konnten. Die so genannte Schnellbootgruppe Klose führte im britischen Auftrag verschiedene Spezialoperationen in der Ostsee durch.
Auch in der Sowjetischen Besatzungszone gab es bereits ab 1946 Seeverbände der Deutschen Grenzpolizei, aus denen 1950 die Kasernierte Volkspolizei (See) hervorging.

### Bundesmarine

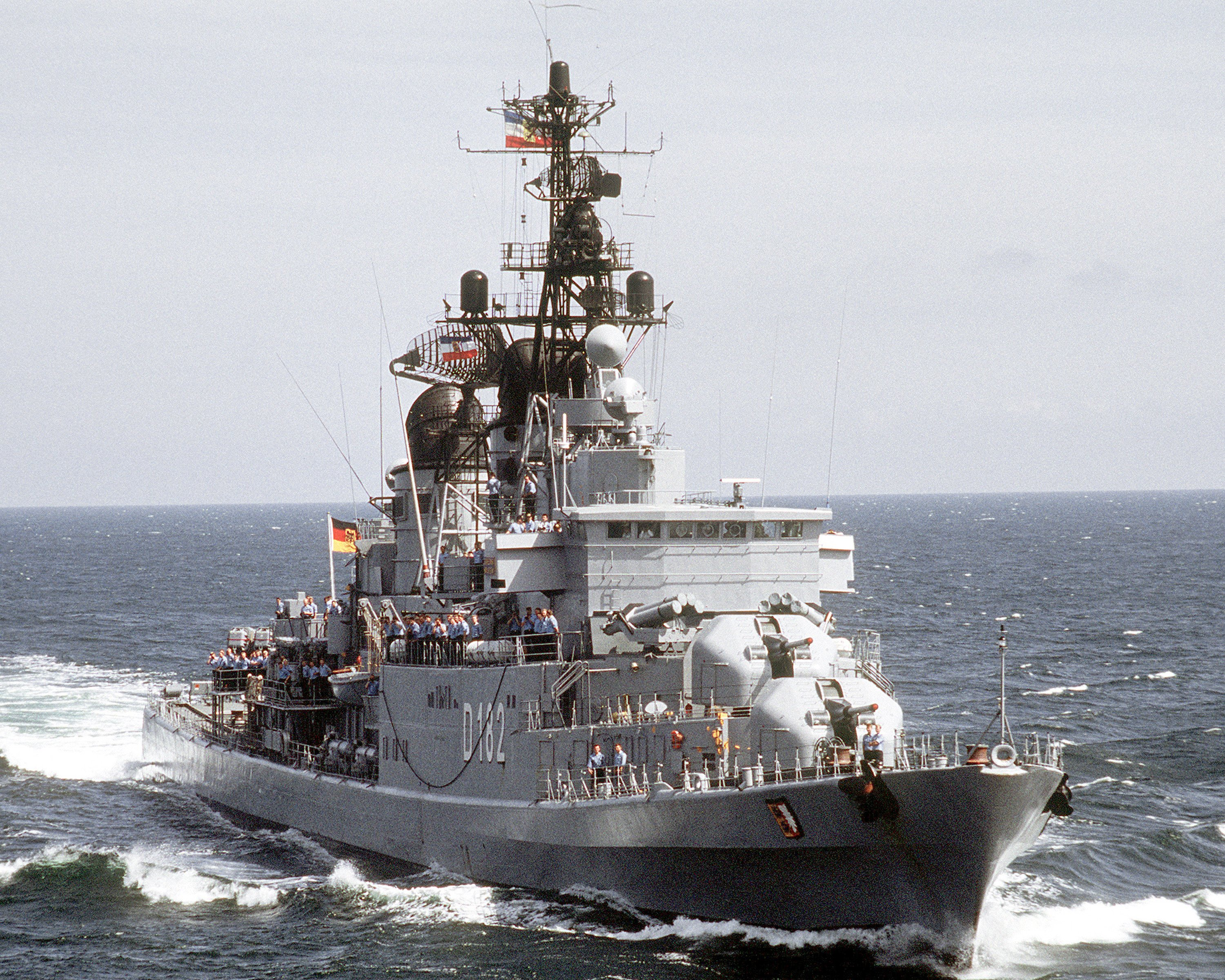
Schleswig-Holstein, solche Zerstörer waren die größten Kampfschiffe der Bundesmarine.

Mit dem Aufbau der Bundeswehr entstanden in der Bundesrepublik Deutschland Streitkräfte, die nicht an die Tradition vormaliger deutscher Streitkräfte anknüpften. Vielmehr waren sie als eine völlig neu aufzustellende militärische Organisation konzipiert, die allerdings auf ehemalige Soldaten der Kriegsmarine zurückgreifen musste. In den Seeverbänden ausgebildete jüngere Seeleute wurden hingegen kaum übernommen. Für die 1956 aufgestellte Bundesmarine als Teilstreitkraft der Bundeswehr bildeten die Seeverbände gleichwohl einen Grundstock. Sie ermöglichten es ihr, bereits am 1. April 1957 der NATO zwei einsatzfähige Minensuchgeschwader als ersten deutschen Beitrag zum Bündnis zu assignieren.
Anders als alle ihre Vorgänger war die Bundesmarine in ein bestehendes Militärbündnis hinein konzipiert worden. Sie hatte einen klaren Auftrag zur Verteidigung des Territoriums der NATO-Staaten im Bereich der Ostseezugänge und zum Schutz alliierter Verstärkungstransporte in Nordsee und Nordatlantik. Ein Einsatz außerhalb dieser Gebiete war zunächst nicht vorgesehen. Gleichwohl repräsentierte sie auf Auslandsreisen die Bundesrepublik Deutschland weltweit. Die Stärke der Bundesmarine betrug etwa 38.000 Mann mit über 200 Schiffen und Booten; hinzu kamen bis zu 190 Flugzeuge.
Nach der Deutschen Wiedervereinigung 1990 wurde die Marine verkleinert und unter Einbeziehung von Teilen der Volksmarine umgegliedert. Seit 1995 ist Deutsche Marine die offizielle Bezeichnung für die deutschen Seestreitkräfte.

### Kasernierte Volkspolizei (See) und Volksmarine

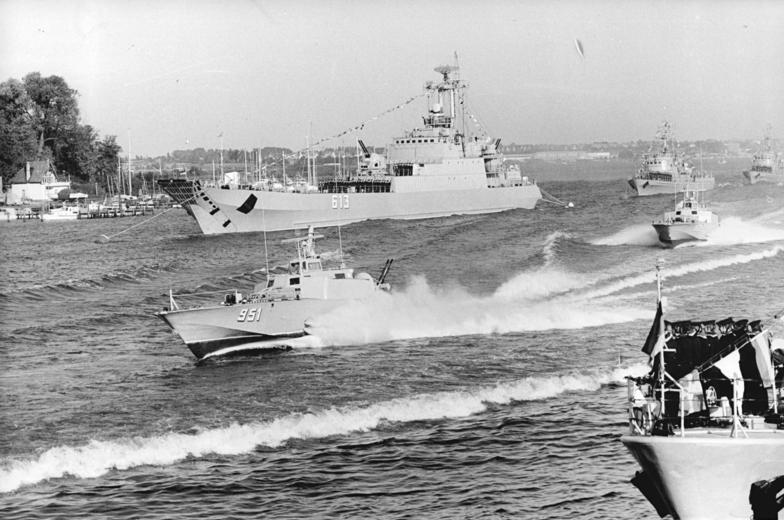
Flottenparade der Volksmarine

Bei Gründung der Nationalen Volksarmee (NVA) im Januar 1956 konnte sie von der Kasernierten Volkspolizei (See) 10.000 Mann mit fast 100 Fahrzeugen in ihre Marine übernehmen, die seit dem 3. November 1960, dem Jahrestag des Kieler Matrosenaufstands von 1918, Volksmarine hieß. Sie verfügte über etwa 17.000 Mann (1973) und eine große Zahl kleinerer Fahrzeuge wie etwa Minensucher, Schnellboote und kleinere Landungsschiffe, jedoch nicht über U-Boote. Die Volksmarine wurde wie die NVA am 2. Oktober 1990 aufgelöst. Ein Teil ihres Personals und einige Schiffe wurden in die gesamtdeutsche Marine übernommen.

## Deutsche Marine nach 1990
Auch nach 1990 hat sich die Marine zügig verändert, und insbesondere die Organisation, die nach 1990 eingenommen wurde, ist seit 2006 überholt. Die Flotte gliederte sich von etwa 1993 bis 2006 wie folgt:

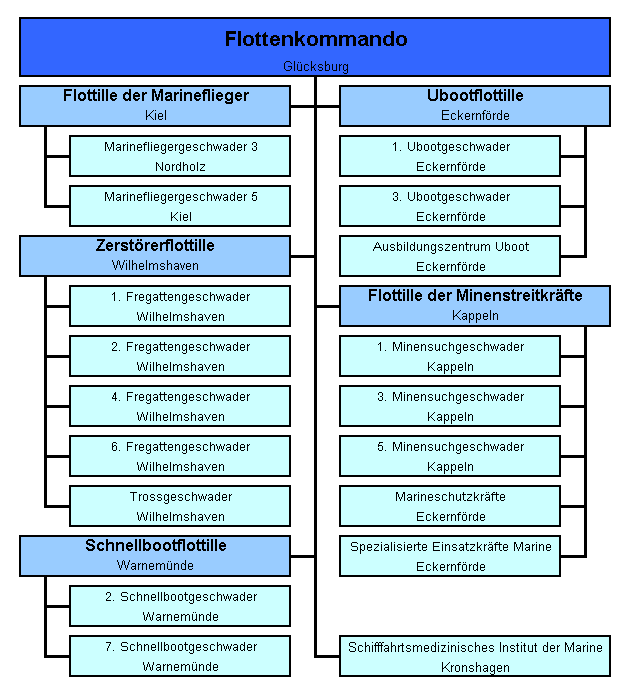

## Tradition und Brauchtum der Marine in der Gegenwart

### Tradition

Marineformation (1957)

Das Traditionsverhältnis unterlag im Laufe der Zeit einem erheblichen Wandel. Die Marine pflegt heutzutage die deutschen Militärtraditionen, wie sie im Traditionserlass für die gesamte Bundeswehr verbindlich festgelegt sind.
Von großer Bedeutung für die Marine ist der geschichtliche Bezug zur Reichsflotte von 1848, der vom ersten frei gewählten gesamtdeutschen Parlament aufgestellten gemeinsamen Flotte unter schwarz-rot-goldener Flagge. Zur Erinnerung an den Aufstellungsbeschluss vom 14. Juni 1848 begeht die Marine dieses Datum alljährlich als Marinegeburtstag.

### Brauchtum

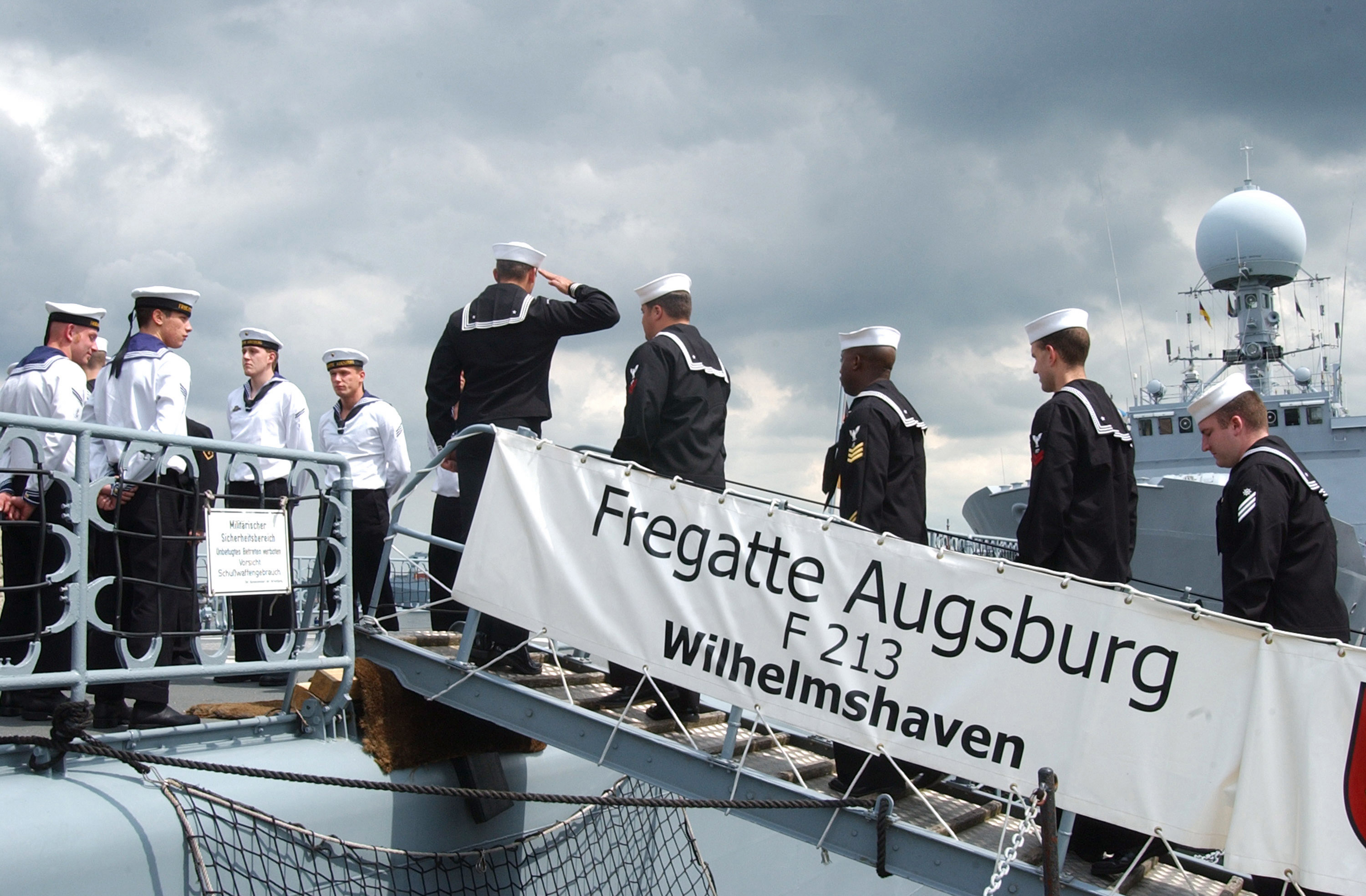
Das Zeremoniell beim Anbordgehen entspricht internationalen Gepflogenheiten

Mit der Traditionspflege einher geht die Pflege militärischen Brauchtums. Die Bräuche in der Marine entstammen zum einen eigener Überlieferung, zum anderen sind sie an das international übliche Brauchtum vieler Marinen und Seefahrer angelehnt. Das Marinezeremoniell ist in vielen Marinen ähnlich, die Seemannssprache wird mit einigen Abweichungen auch auf Handelsschiffen benutzt. Auch die Uniformen der Marinen sind Ausdruck der Brauchtumspflege.
Typische Formen des Zeremoniells sind die Ehrenerweisungen „Front“ und „Seite“, die höheren Offizieren und Persönlichkeiten beim Betreten und Verlassen eines Schiffes bezeugt werden.

### Patenschaften und Schiffsnamen
Alle Schiffe der Marine pflegen eine Patenschaft zu einem Bundesland oder zu einer Stadt. Diese Beziehungen sind zum Teil sehr alt, besonders dann, wenn es in der Geschichte bereits mehrere Schiffe mit dem gleichen Namen gegeben hat. So gab es bereits in der Reichsflotte von 1848 Schiffe mit den Namen Bremen, Hamburg und Lübeck. Die künftige Korvette Emden der Klasse 130 wird bereits die sechste Trägerin dieses Namens sein.
Seit einigen Jahren vergibt die Marine nur noch Schiffsnamen mit geographischem Bezug, um die Patenschaftspflege zu erleichtern. Außerdem sollen Diskussionen über Persönlichkeiten vermieden werden.
Siehe auch
Liste der Namen der Kriegsschiffe im HRR
Liste der Schiffe der Reichsflotte
Liste der Namen deutscher Kriegsschiffe (A–M)
Liste der Namen deutscher Kriegsschiffe (N–Z)

## Marinemuseen, Gedenk- und Erinnerungsstätten
Eine Anzahl von Museen und anderen Gedenkstätten in Deutschland erinnern an die deutsche Marinegeschichte. Als bekannteste sind zu nennen:

### Wehrgeschichtliches Ausbildungszentrum der Marineschule Mürwik
Die wehrgeschichtliche Lehrsammlung der Marineschule Mürwik, der Offizierschule der Marine, vermittelt Informationen über 150 Jahre deutscher Marinegeschichte.

### Marineehrenmal Laboe

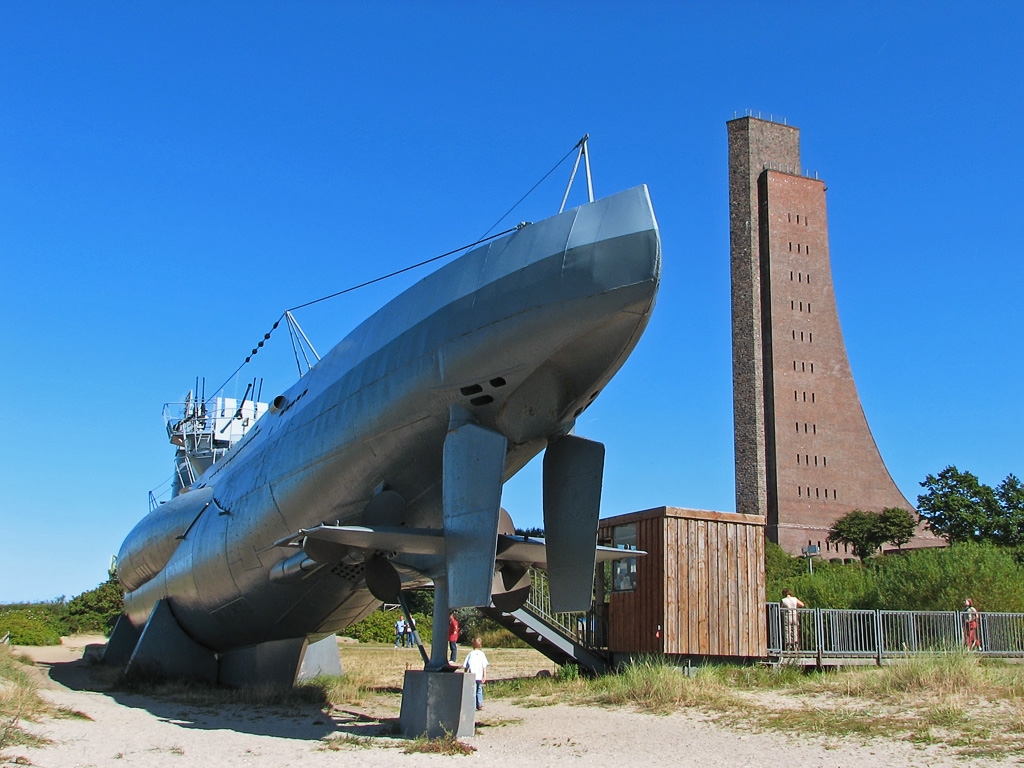
Marineehrenmal Laboe mit U-995

Das Marineehrenmal Laboe ist die zentrale Gedenkstätte der Marine zur Erinnerung an ihre Toten. Es wurde zwischen 1929 und 1936 als Erinnerungsstätte für die gefallenen Marineangehörigen des Ersten Weltkriegs gebaut und befindet sich heute im Besitz des Deutschen Marinebunds. Schiffe der Deutschen Marine, die das Ehrenmal beim Ein- oder Auslaufen aus Kiel passieren, erweisen militärische Ehren.
Zu Füßen des Ehrenmals am Strand ist U 995 aus dem Zweiten Weltkrieg ausgestellt. Als Boot des Typs VII C ist es ein typischer Vertreter des U-Boot-Kriegs, wie auch im Film Das Boot gezeigt.

### U-Boot-Ehrenmal Möltenort
Das U-Boot-Ehrenmal Möltenort liegt auf dem Kieler Ostufer und dient der Erinnerung an die gefallenen U-Boot-Fahrer beider Weltkriege. Wie das Marineehrenmal Laboe entstand es zwischen den Weltkriegen.

### Deutsches Marinemuseum Wilhelmshaven

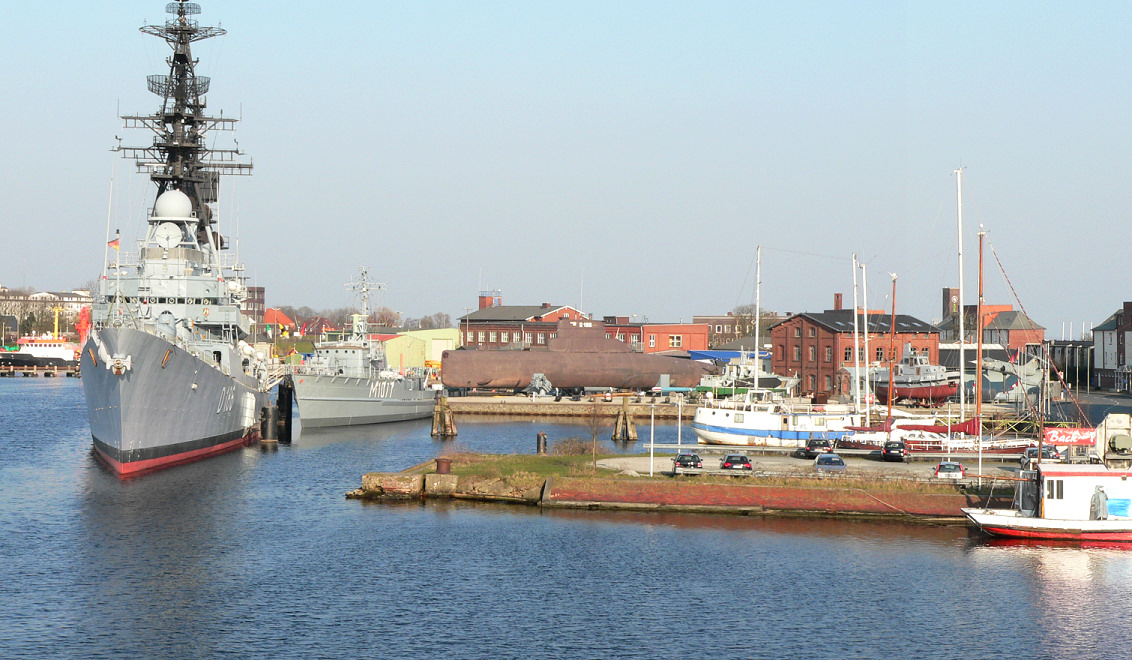
Marinemuseum Wilhelmshaven

Das Museum befasst sich mit der deutschen Marinegeschichte seit 1848 mit einem Schwerpunkt auf der Bundesmarine. Es werden mehrere Kriegsschiffe der Bundes- und der Volksmarine gezeigt, unter anderem das ehemalige Minenjagdboot Weilheim, dazu eine wechselnde Ausstellung mit umfangreichen Erklärungen. Größtes Exponat ist der Zerstörer Mölders.

### Aeronauticum Nordholz
Das Aeronauticum in Nordholz bei Cuxhaven zeigt als Deutsches Luftschiff- und Marinefliegermuseum die Geschichte der deutschen Marineflieger und besonders der Marineluftschiffe, die hier im Ersten Weltkrieg ihre größte Basis hatten.

### Marinemuseum Dänholm

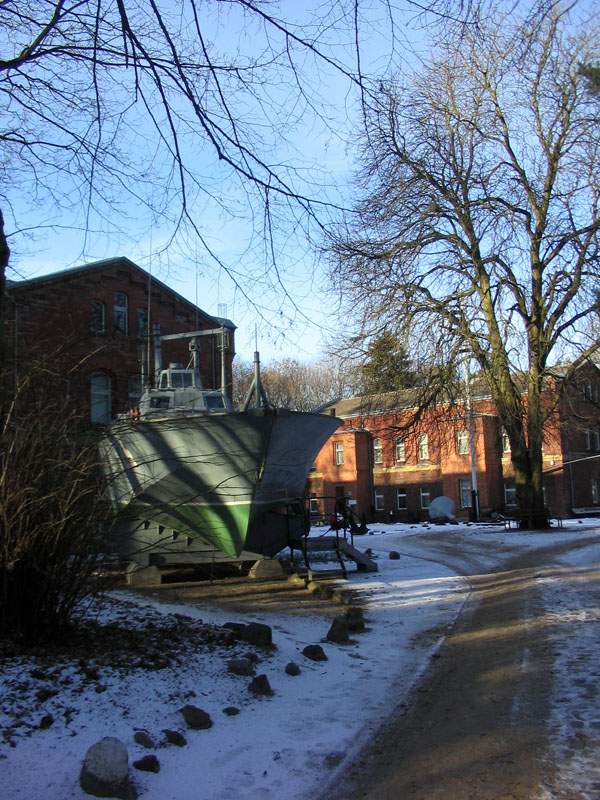
Marinemuseum Dänholm

Das Marinemuseum Dänholm befindet sich auf dem Gelände einer alten Marineausbildungseinheit auf der zu Stralsund gehörenden Insel Dänholm, die sowohl vor dem Zweiten Weltkrieg als auch von der Volksmarine genutzt wurde. Schwerpunkt der Ausstellung ist die Marinegeschichte der Garnison Stralsund.